# Титовка (Алтайский край)
Титовка — село в Егорьевском районе Алтайского края России. Административный центр и единственный населённый пункт Титовского сельсовета.

## География
Село находится в юго-западной части Алтайского края, к югу от озера Песьяное, на расстоянии примерно 26 километров (по прямой) к северо-востоку от села Новоегорьевское, административного центра района. Абсолютная высота — 244 метра над уровнем моря.

Климат умеренный, континентальный. Средняя температура января составляет −12,5 °C, июля — +18,6 °C. Годовое количество осадков составляет 362 мм.

## История
Село Титовка было основано в 1878 году. В 1928 году в Титовке функционировали 2 школы, изба-читальня, библиотека, лавка общества потребителей, имелось 794 хозяйства. В административном отношении Титовка являлась центром сельсовета Рубцовского района Рубцовского округа Сибирского края.

## Население
| 1926  | 1931  | 1997  | 1998  | 1999  | 2000  | 2001  |
| ----- | ----- | ----- | ----- | ----- | ----- | ----- |
| 4571  | ↘3418 | ↘1444 | ↘1438 | ↘1400 | ↗1430 | ↘1390 |
| 2002  | 2003  | 2004  | 2005  | 2006  | 2007  | 2008  |
| ↘1269 | ↘1231 | ↘1191 | ↘1188 | ↘1143 | ↘1128 | ↘1105 |
| 2009  | 2010  | 2011  | 2012  | 2013  | 2014  | 2015  |
| ↘1076 | ↘1041 | ↘1038 | ↘982  | ↗985  | ↘972  | ↘945  |
| 2016  | 2017  | 2018  | 2019  | 2020  | 2021  |       |
| ↘933  | ↘910  | ↘873  | ↘860  | ↘842  | ↘824  |       |

Согласно результатам переписи 2002 года, в национальной структуре населения русские составляли 94 %. В 1931 г. состояло из 757 хозяйств, центр сельсовета Рубцовского района.

## Инфраструктура
В селе функционируют основная общеобразовательная школа, фельдшерско-акушерский пункт, культурно-досуговый центр и отделение Почты России.

## Улицы
Уличная сеть села состоит из 11 улиц.

## Транспорт
Село доступно автомобильным транспортом по автодороге общего пользования регионального значения 01К-47 Новоегорьевское — Титовка — Новичиха (идентификационный номер 01 ОП Р3 01К-47).